# SPMar
A SPMar é uma concessionária de rodovias brasileira fundada em 2011, responsável pela gestão de 98,7 quilômetros do Rodoanel Mário Covas (SP-21), abrangendo os trechos Sul e Leste. Seu controle acionário pertence ao Grupo Bertin.
A concessão para administrar e conservar o trecho por 35 anos foi obtida em leilão realizado em 4 de novembro de 2010. O contrato de concessão foi assinado em 10 de março de 2011 e prevê investimentos de R$ 5 bilhões e a responsabilidade pela administração, manutenção, recuperação e outras melhorias no Rodoanel Mário Covas trecho Sul e a construção do trecho Leste.

## Cidades abrangidas
O percurso dos trechos sob concessão compreende 11 municípios localizados na Região Metropolitana de São Paulo. São eles:
- Embu das Artes
- Itapecerica da Serra
- São Paulo
- São Bernardo do Campo
- Santo André
- Ribeirão Pires
- Mauá
- Suzano
- Poá
- Itaquaquecetuba
- Arujá

## Praças de pedágio
São nove as praças de pedágio ao longo do trecho concedido à SPMar. Elas estão situadas nos seguintes pontos:
| Pedágio | km   | UF | Localidade/Município  | Sentido                                  |
| ------- | ---- | -- | --------------------- | ---------------------------------------- |
| 1       | 50   | SP | São Paulo             | Pista interna                            |
| 2       | 70,2 | SP | São Bernardo do Campo | Pista externa – saída Imigrantes/Litoral |
| 3       | 70,3 | SP | São Bernardo do Campo | Pista externa – saída Imigrantes/Capital |
| 4       | 71,4 | SP | São Bernardo do Campo | Pista interna – saída Imigrantes         |
| 5       | 75,5 | SP | São Bernardo do Campo | Bidirecional – saída Anchieta            |
| 6       | 86   | SP | Ribeirão Pires        | Bidirecional                             |
| 7       | 87   | SP | Ribeirão Pires        | Pista interna - saída Jacu Pêssego       |
| 8       | 124  | SP | Itaquaquecetuba       | Pista externa - saída Ayrton Senna       |
| 9       | 128  | SP | Arujá                 | Pista externa - saída Dutra              |

## Tarifas do pedágio
Atualmente os  valores das tarifas são:
- Automóvel, caminhonete, furgão (2 eixos e rodagem simples): R$ 3,20
- Caminhão leve, ônibus, caminhão trator e furgão (2 eixos e rodagem dupla): R$ 6,40
- Automóvel com Semirreboque e caminhonete com semi-reboque (3 eixos e rodagem simples): R$ 4,80
- Caminhão, caminhão-trator, caminhão-trator com Semirreboque e ônibus (3 eixos e rodagem dupla): R$ 9,60
- Automóvel com reboque e caminhonete com reboque (4 eixos e rodagem simples): R$ 6,40
- Caminhão com reboque e caminhão trator com semirreboque (4 eixos e rodagem dupla): R$ 12,80
- Caminhão com reboque e caminhão trator com semirreboque (5 eixos e rodagem dupla): R$ 16,00
- Caminhão com reboque e caminhão trator com semirreboque (6 eixos e rodagem dupla): R$ 19,20
- Motocicleta, motoneta e bicicleta a motor: R$ 1,60

*Tarifas atualizadas em janeiro de 2017